# Seilbahn Zugspitze
| Seilbahn Zugspitze    | Seilbahn Zugspitze                                                              |
| --------------------- | ------------------------------------------------------------------------------- |
| Bild (Dezember 2017)  |                                                                                 |
| Lage:                 | Eibsee bei Grainau BY D                                                         |
| Gebirge:              | Wettersteingebirge, Alpen                                                       |
| Gesamtlänge:          | 4.467 m                                                                         |
| Höhendifferenz:       | 1.945 m 998 m {\displaystyle \mathrm {\nearrow } } 2.943 m                      |
| Talstation:           | 47° 27′ 24″ N, 10° 59′ 31,9″ O                                                  |
| Bergstation:          | 47° 25′ 16,5″ N, 10° 59′ 8,1″ O                                                 |
| Fahrt                 |                                                                                 |
| Dauer:                | 9 Minuten                                                                       |
| Geschwindigkeit:      | 10,6 m/s                                                                        |
| Beförderungsleistung: | 580 Personen/h                                                                  |
| Hintergrund           |                                                                                 |
| Besitzer:             | Bayerische Zugspitzbahn Bergbahn AG, Garmisch-Partenkirchen Bayern, Deutschland |
| Eröffnung:            | 21. Dezember 2017                                                               |
| Kontakt:              | zugspitze.de                                                                    |

Die Seilbahn Zugspitze ist eine Luftseilbahn zwischen der Talstation am Eibsee und der Bergstation am Zugspitzgipfel. Sie überwindet dabei mit 1945 m den größten Höhenunterschied aller Pendelbahnen der Welt innerhalb einer Sektion. Betreiberin ist die Bayerische Zugspitzbahn Bergbahn AG (BZB), eine Tochtergesellschaft der Gemeindewerke Garmisch-Partenkirchen. Die Bahn ersetzt die Eibsee-Seilbahn (auch Eibseeseilbahn oder Eibseebahn), die bis zum 2. April 2017 auf fast derselben Strecke zum Gipfel führte.

## Geschichte
Da die geringe Beförderungskapazität der alten Eibsee-Seilbahn teils zu langen Wartezeiten führte, wurde im Jahr 2008 ein Neubau vorgesehen. 2012 wurde dieser endgültig beschlossen, wobei mit Kosten in Höhe von 30 Millionen Euro gerechnet wurde.
Um den Betrieb der alten Seilbahn so wenig wie möglich zu beeinträchtigen, wurde die neue Bahn leicht versetzt geplant.
Im Tal begannen die Arbeiten im Herbst 2014. Die letzte Fahrt der bisherigen Bahn erfolgte, wie geplant, am 2. April 2017. Die Eröffnung der neuen Bahn fand am 21. Dezember 2017 statt. Die Kosten für die Baumaßnahme wurden letztlich mit 50 Millionen Euro veranschlagt.
Bei einer Notfallübung am 12. September 2018 wurde eine unbesetzte Kabine beschädigt, Menschen kamen dabei nicht zu Schaden. Die betroffene Kabine wurde durch einen kompletten Neubau ersetzt und der Betrieb am 21. Dezember 2018 wieder aufgenommen.

## Beschreibung

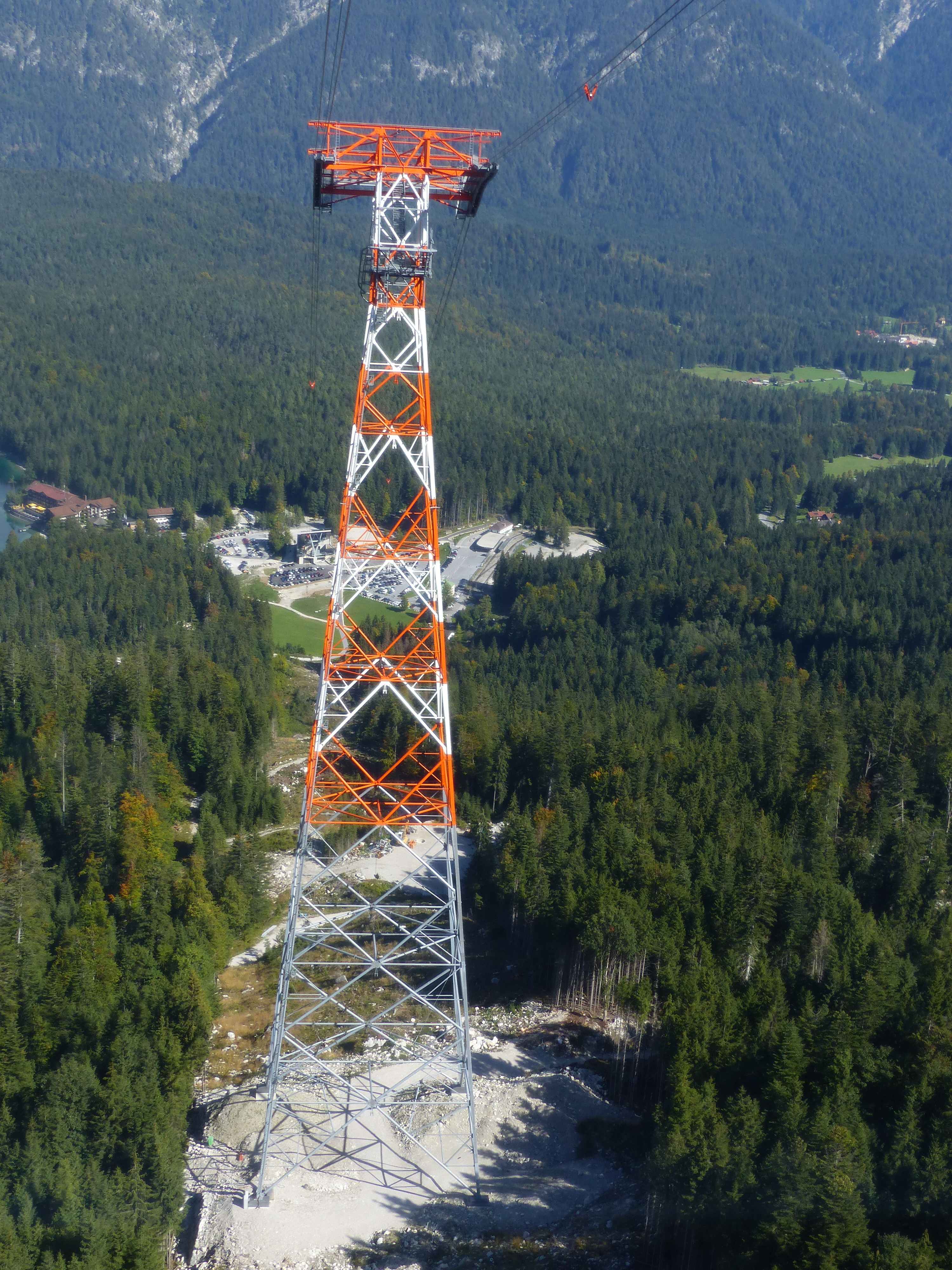
Die einzige, 127 m hohe Seilbahnstütze

Die Seilbahn Zugspitze ist, wie die Eibsee-Seilbahn, eine Pendelbahn. Die wichtigste Neuerung sind die beiden Kabinen für je 120 Personen und einen Fahrgastbegleiter. Man erwartet sich von ihnen einen Wegfall der langen Wartezeiten. Sie sind rundum bis zum Boden verglast und haben eine Scheibenheizung, um jederzeit eine uneingeschränkte Aussicht zu gewährleisten.
Die schräge Länge der Seilbahn beträgt 4467 m. Teil davon ist das mit 3213 m derzeit längste Spannfeld aller Seilbahnen. Wie zuvor weist die Seilbahn mit 1945 Metern auch den weltweit größten Höhenunterschied in einer Sektion auf.
Die neue Seilbahn hat nur noch eine Seilbahnstütze, die mit 127 m weltweit die höchste Pendelbahnstütze in Stahlbauweise und in Europa die höchste Seilbahnstütze ist. Die 420 Tonnen schwere Stütze wurde am 16. Juli 2017 fertiggestellt.
Die Bergstation ist ein Neubau aus Stahl und insbesondere Glas, der bis zu 25 m über die Nordflanke der Zugspitze auskragt. Hersteller der Seilbahn ist Doppelmayr/Garaventa.

## Technische Einzelheiten

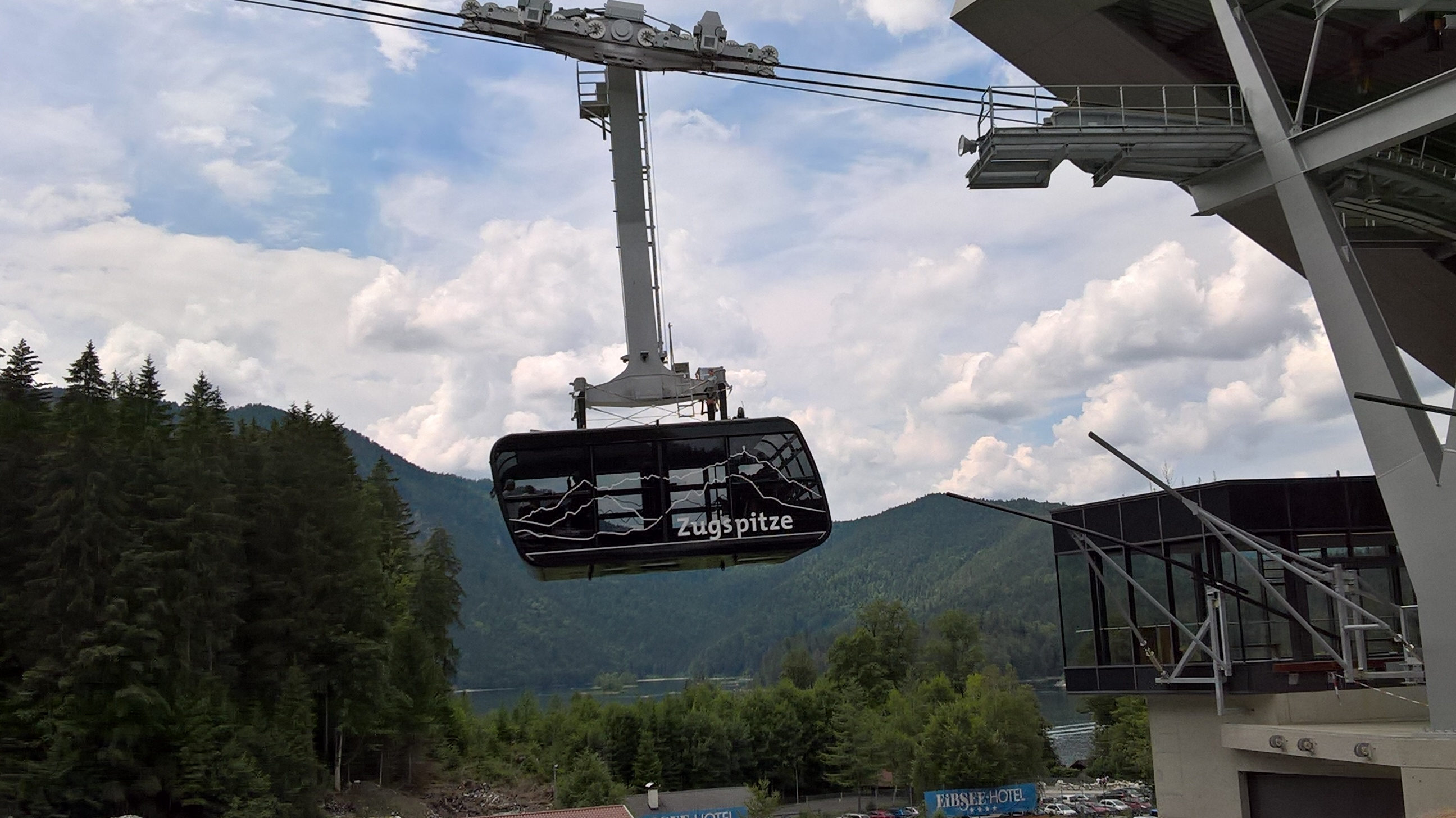
Die Kabine der Zugspitzbahn vor der Talstation

Die von CWA Constructions hergestellten Kabinen haben ein Leergewicht von je 4,2 Tonnen, ohne Gehänge und Rollenbatterien, die jeweils rund 7 Tonnen wiegen. Jede der beiden Kabinen rollt pro Tragseil auf 12 Rollen, also insgesamt auf 24 Rollen.
Die zwei Tragseile jeder Kabine haben einen Durchmesser von 72 mm. Diese vier vollverschlossenen Seile sind, anders als üblich, sowohl in der Tal- als auch in der Bergstation fest abgespannt. In beiden Stationen sind sie dazu um massive, in das Stationsgebäude einbetonierte Poller mit mehreren Metern Durchmesser geschlungen. In der Bergstation sind sie jeweils mit einer Seilhaspel kombiniert, an der die Seilreserve für zukünftige Verschiebungen der Tragseile gelagert ist. Die von Fatzer in Romanshorn hergestellten Seile wiegen jeweils 153 Tonnen. Jedes Seil wurde auf zwei Kabeltrommeln von zwei durch eine lange Stange verbundenen Spezialtiefladern zur Talstation gefahren. Durch diese Lastverteilung wurde ein problemloser Transport ohne Verstärkung von Brücken und weitgehend ohne Straßensperrungen im laufenden Verkehr möglich. Im Kern der Tragseile befindet sich jeweils eine Glasfaserleitung für die Datenübertragung von der Tal- zur Bergstation. 210 Einzeldrähte sind in einem Seil eingearbeitet. Der Tragseildurchmesser beträgt 72 mm, die Mindestbruchkraft 5960 kN, die theoretische Bruchlast 6772 kN, das entspricht ca. 690 t.
Ein oberes Zugseil mit einem Durchmesser von 47 mm verbindet die Laufwerke der beiden Kabinen. Ein unteres Seil mit 41 mm Durchmesser verbindet sie talseitig und ist mit den zwei Drehstrommotoren in der Talstation verbunden, die je 445 kW Nennleistung haben.
Die Seilbahn ist, sofern sich beide Kabinen im freien Seilfeld befinden, mit 10,6 m/s etwas schneller als die alte; da der Seilradius aber an der Stütze nur 26 Meter beträgt, muss bei der Stützenüberfahrt die Geschwindigkeit auf 8,5 m/s abgeregelt werden. Da sich die Stütze nicht in Streckenmitte befindet, muss somit pro Fahrt zweimal die Geschwindigkeit verringert werden. Die alte Eibsee-Seilbahn durfte hingegen über die gesamte Streckenlänge – also auch im Stützenbereich – mit 10 m/s betrieben werden. Die Fahrzeit der Seilbahn Zugspitze beträgt etwa 9 Minuten. Sie hat eine Beförderungskapazität von 580 Personen pro Stunde.
Der Abstand der beiden Fahrbahnen beträgt in der Talstation 10 Meter und weitet sich an der Stütze bis auf 18,5 Meter auf, ehe er sich bis zur Bergstation wieder auf 12 Meter verengt.

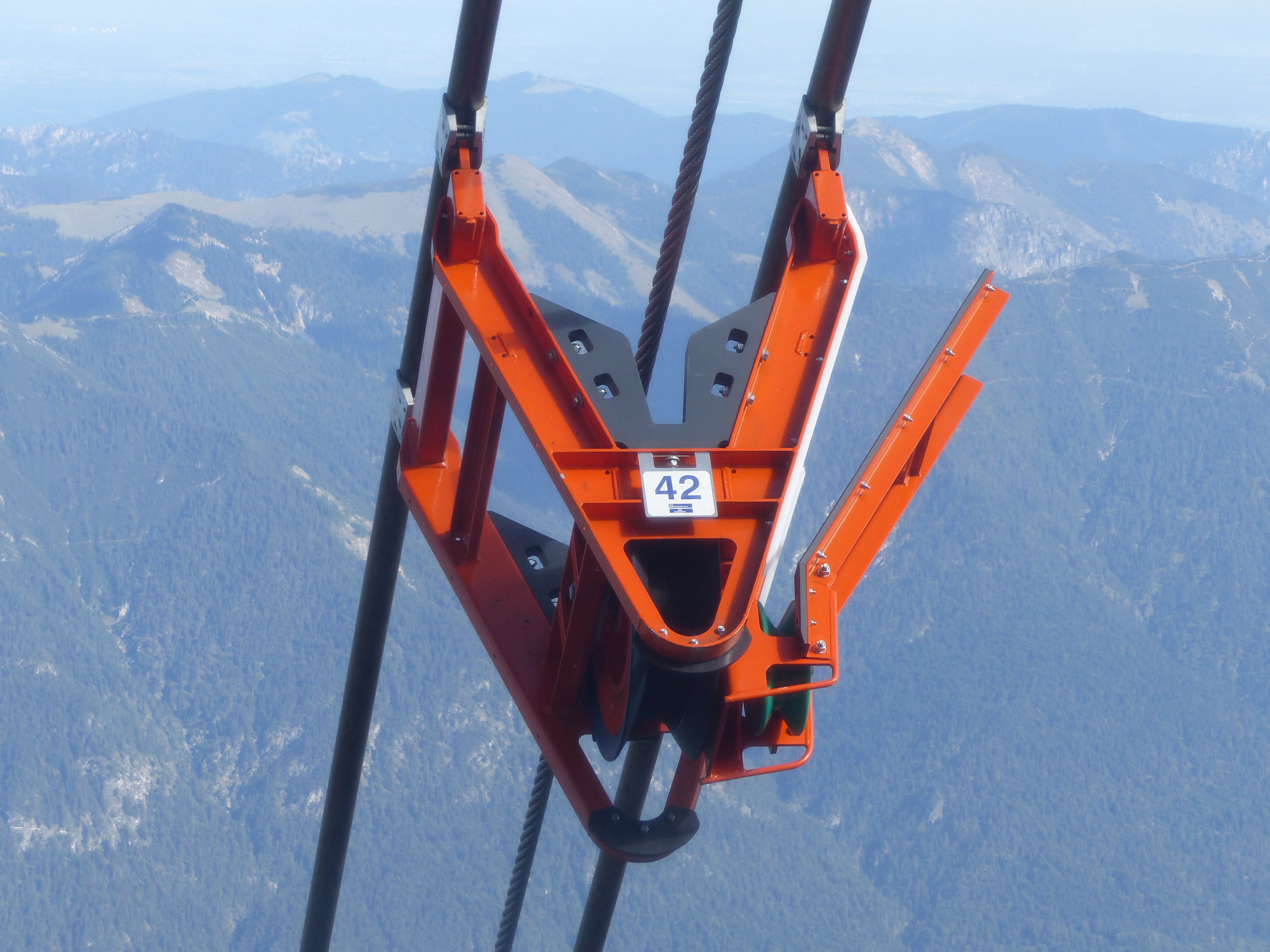
Seilreiter im oberen Bereich der Seilbahn

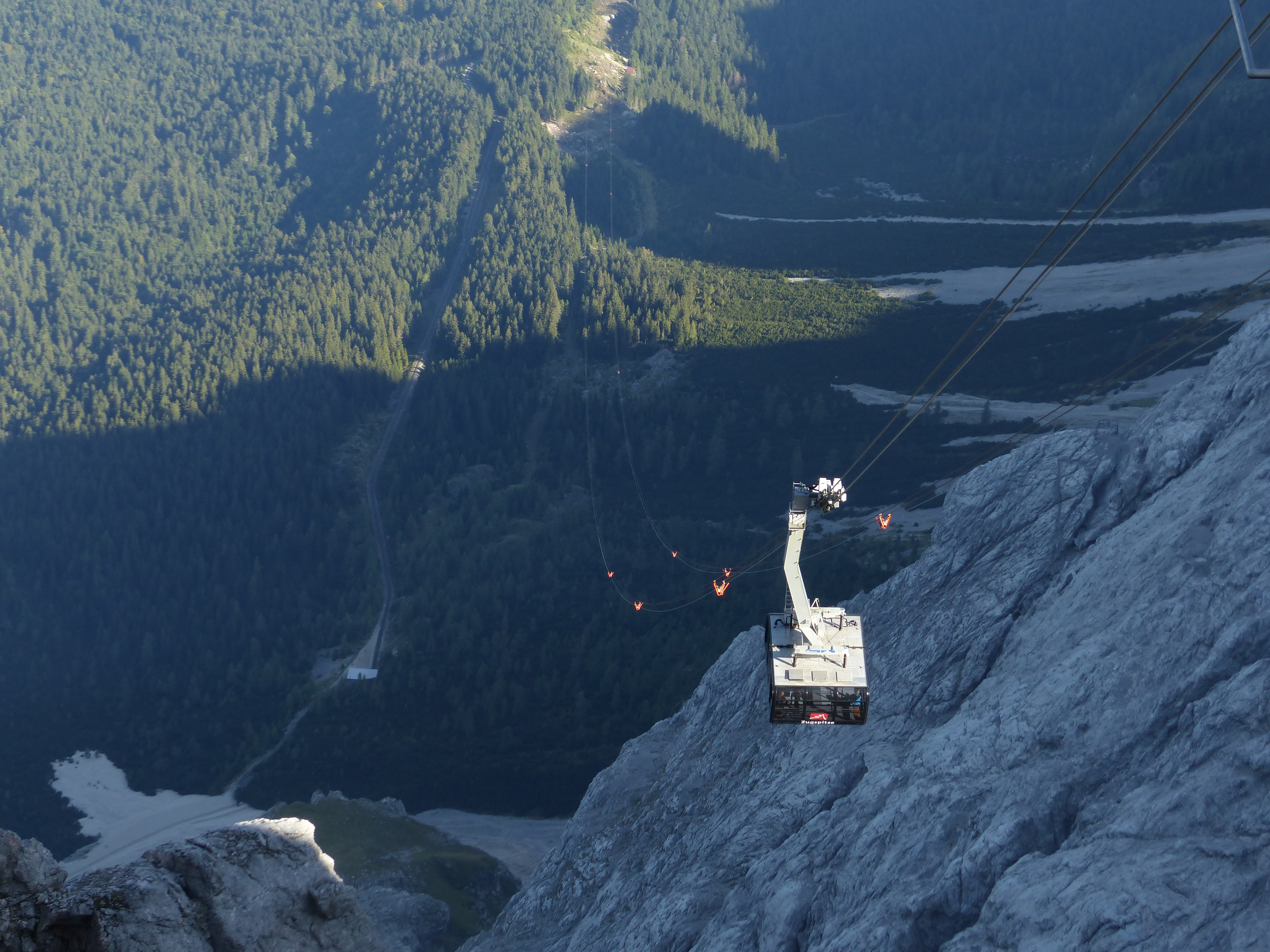
Blick von der Bergstation auf eine Gondel und die Tragseilführung im oberen Bereich

Jede der beiden Fahrbahnen verfügt über 21 Seilreiter, wobei bei der östlichen Fahrbahn 15 Seilreiter oberhalb und 6 Seilreiter unterhalb der Stütze angeordnet sind. Auf der westlichen Fahrbahn befinden sich 14 Seilreiter oberhalb und 7 Seilreiter unterhalb der Stütze. Die Kabinenkreuzung findet einen Kilometer oberhalb der Stütze zwischen den Seilreitern 5 und 6 – von der Stütze aus gezählt – statt. Jeder Seilreiter hat eine Masse von etwa 200 kg. Die Seilreiter haben im Wesentlichen vier verschiedene Aufgaben:
- Reduktion des Zugseildurchhangs
- Verhinderung von Zugseilüberschlägen
- Konstanthalten der Tragseilabstände innerhalb einer Fahrbahn
- Verbesserung der Windstabilität.

Aufgrund der Seilreiter ist auch ein Betrieb bei Seitenwindgeschwindigkeiten von bis zu 100 km/h möglich.
Um mehr Platz für die einsteigenden Fahrgäste zu schaffen, verfügt die neue Anlage im Gegensatz zur alten Eibsee-Seilbahn in der Talstation über einen verschiebbaren Bahnsteig. Da beide Kabinen gegenläufig verkehren, ragt der Bahnsteig in das Lichtraumprofil derjenigen Kabine, die sich gerade nicht in der Talstation befindet, hinein. Verlässt nun die Kabine, die auf der westlichen Fahrbahn verkehrt, die Talstation, dann beginnt der Schiebevorgang, sobald die Kabine die Streckenhälfte erreicht hat. Der Schiebevorgang dauert etwa zwei Minuten und gibt das Lichtraumprofil der östlichen Kabine in der Talstation frei, wenn die Kabine noch etwa 1000 m von der Talstation entfernt ist. Fährt jedoch die östliche Kabine bergauf, so beginnt der Schiebevorgang des Bahnsteigs bereits dann, wenn die Kabine den Bereich der Talstation vollständig verlassen hat. Durch diese Asymmetrie stehen drei Minuten zusätzlich zur Verfügung, um Waren bereitzustellen, die dann von der Ostseite eingeladen und mit der nächsten Fahrt in der westlichen Kabine zum Gipfel transportiert werden.
Zu Vereinfachung der Stromversorgung befindet sich der Doppelantrieb (2 × 445 kW) mit zwei Antriebsscheiben in der Talstation, obwohl der Antrieb in der Bergstation technisch vorteilhafter wäre. Da ein Umschlingungswinkel von 180 Grad aufgrund der zu geringen Treibfähigkeit in der Talstation nicht ausreicht, wird das Zugseil nach dem Verlauf über die Antriebsscheibe 1 zunächst zur Antriebsscheibe 2 geführt, um nach der Rückführung zur Antriebsscheibe 1 erneut zur Antriebsscheibe 2 geleitet zu werden. Dadurch beträgt der Umschlingungswinkel über beide Antriebsscheiben zusammen insgesamt 540 Grad (90 + 180 + 180 + 90). Im Normalbetrieb sind beide Antriebseinheiten im Einsatz, wobei jeder der beiden Antriebe etwa die Hälfte der Betriebsarbeit übernimmt. Fällt einer der beiden Antriebe aus, ist ein Weiterbetrieb der Bahn mit reduzierter Nutzlast möglich. Bei einem gleichzeitigen Ausfall beider Hauptantriebe kommen Notantriebe zum Einsatz.

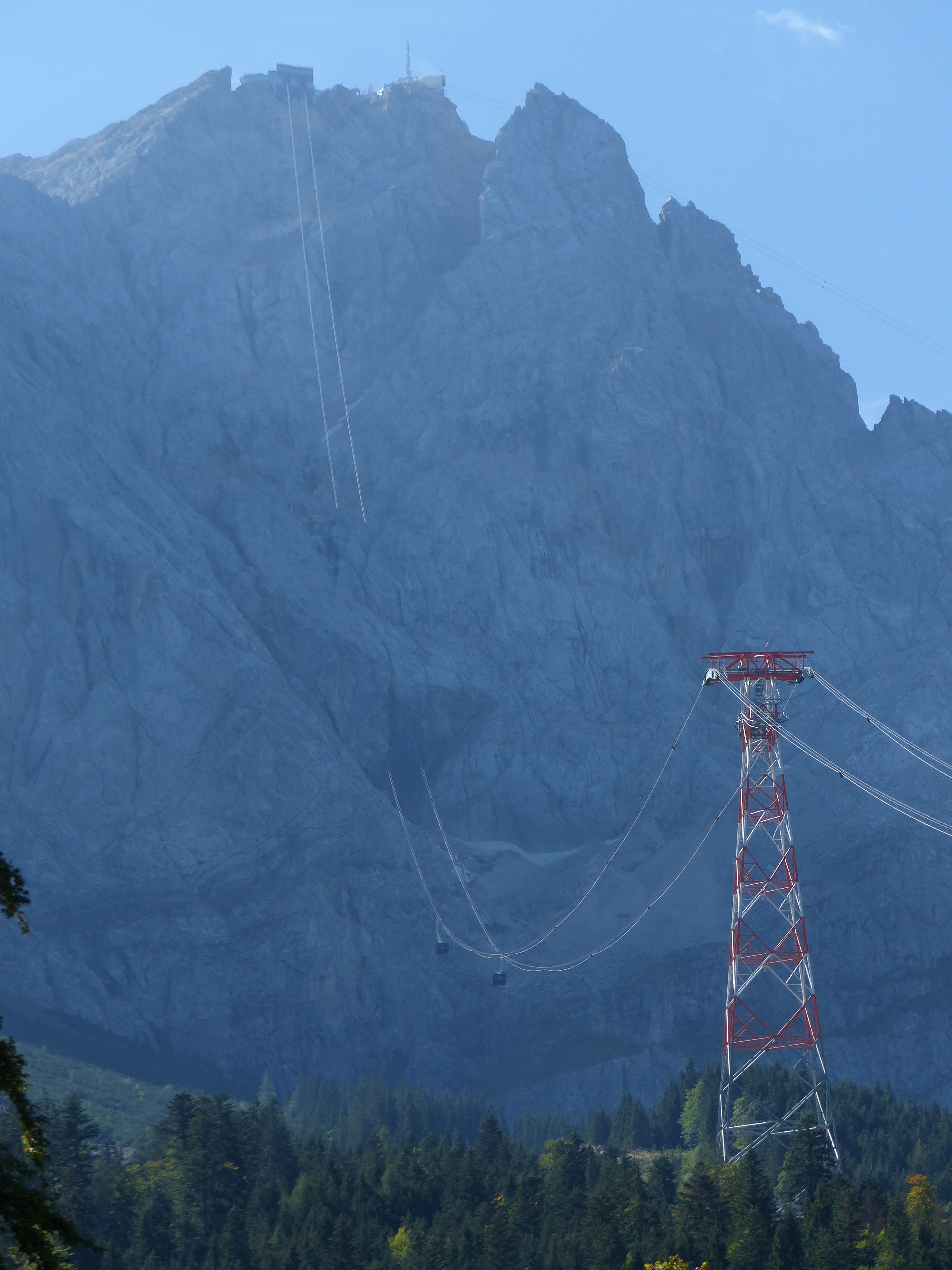
Die Seilbahn von unten mit erkennbaren Tragseilen

Um die Lebensdauer der Tragseile zu verlängern, sind sie mit einer Länge von ca. 4900 m über 400 m länger als zur Streckenführung erforderlich. Abzüglich der Umwicklungen der Tragseilanker stehen etwa 300 Meter Reserve bereit, die sich in der Bergstation befinden. Etwa alle 10 bis 12 Jahre werden von dieser Reserve ca. 40 m abgewickelt und das Tragseil nach unten verschoben. Dadurch bewegen sich die Tragseilbereiche von den Seilschuhen in der Bergstation, an der Stütze oder in der Talstation, in die freien Seilfelder, wo die Beanspruchung niedriger ist. Durch die gleichmäßigere Belastung kann die Lebensdauer des Tragseils – je nach Betriebsprogramm – auf ca. 50 bis 70 Jahre verlängert werden.
Die Zugseile müssen etwa alle 10 bis 12 Jahre komplett ausgetauscht werden. Durchschnittlich fährt die Seilbahn Zugspitze pro Tag 30 bis 35 Mal. Abzüglich der Revisionszeiten ist sie im Jahr an rund 350 Tagen im Betrieb, sodass pro Kalenderjahr etwa 10.500 bis 12.000 Fahrten zu erwarten sind. Bedingt durch den Radius der Umlenkrollen der Seilbahn hat das Zugseil bis zur Ablegereife eine Lebensdauer von ca. 700.000 Biegewechseln, wobei ein halber Biegewechsel als Umbiegung des Zugseils an den Umlenkrollen vom geraden in den gebogenen Zustand bzw. vom gebogenen Zustand in den geraden Zustand definiert ist. Die Führung des Zugseiles über einen Seilreiter zählt nicht als Biegewechsel im engeren Sinn. Im Lauf des Seils von der Fahrbahn 1 zur Fahrbahn 2 der Talstation sind 6 Biegewechsel erforderlich. Hierbei fällt jeweils ein Biegewechsel pro Fahrbahn an den Fahrbahnumlenkrollen an, die das Seil innerhalb der Talstation von der Ebene +1 in die Ebene −1 führen und insgesamt 4 Biegewechsel bei der 540-Grad-Umschlingung über beide Antriebsscheiben in der Ebene −1. Pro Jahr ergeben sich bei etwa 10.500 bis 12.000 Fahrten somit ca. 63.000 bis 72.000 Biegewechsel, woraus sich die prognostizierte Lebensdauer abschätzen lässt. Da in der Bergstation kein Antrieb und somit keine zusätzlichen Umlenkrollen vorhanden sind, fallen beim Fahrbahnwechsel in der Bergstation nur 4 Biegewechsel an, sodass für die Abschätzung der Lebensdauer das untere Zugseil, welches durch die Talstation geführt wird, maßgebend ist. Um die Revisionszeiten der Seilbahn zu minimieren, werden dennoch üblicherweise beide Zugseile zugleich ausgetauscht.

## Betreiber
Betreiber und Besitzer der Seilbahn Zugspitze ist die Bayerische Zugspitzbahn Bergbahn AG. Zusätzlich zu den Seil- und Bergbahnen sowie der Zahnradbahn im Gebiet Zugspitze befinden sich auch alle Anlagen im Skigebiet Garmisch-Classic sowie dem Wank in deren Besitz.

## Fahrtverlauf und Umgebung der Seilbahn

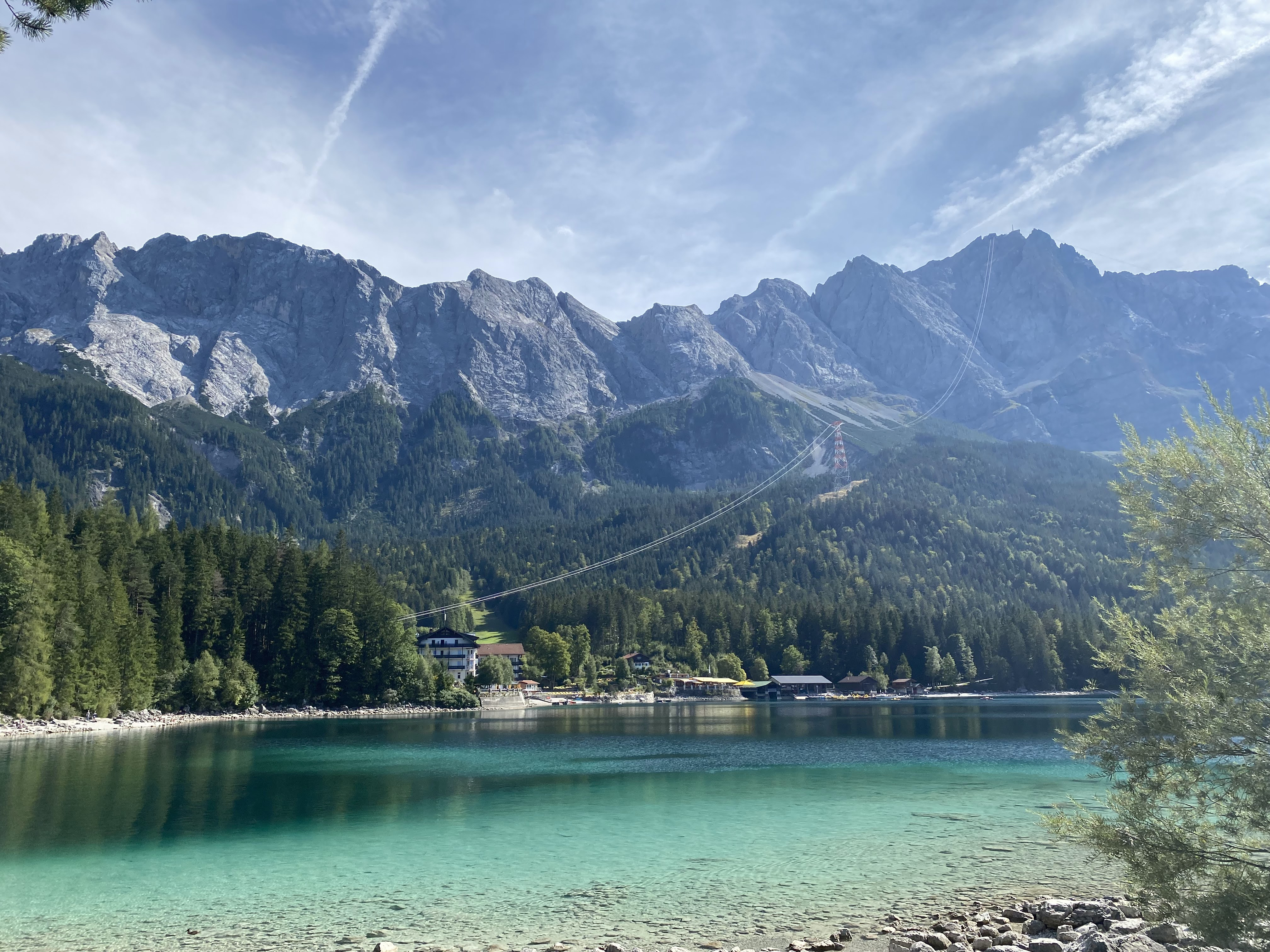
Umgebung und Verlauf der Seilbahn zwischen Eibsee und Zugspitze

Die Fahrt mit der Seilbahn Zugspitze beginnt an der Talstation (998 m) am Eibsee und endet an der Bergstation (2943 m) am Gipfel der Zugspitze. Dort befindet sich eine große Gipfelterrasse mit dem Restaurant Panorama 2962. Auf knapp 3000 Meter Seehöhe haben Besucher bei geeigneter Witterung einen Panoramablick auf bis zu vier Länder (Italien, Österreich, Schweiz und Deutschland). Im Inneren des Restaurants finden bis zu 450 Personen Platz, auf der dazugehörigen Terrasse bis zu 850.
Unweit der Bergstation der „Seilbahn Zugspitze“ befindet sich auch die der Gletscherbahn (2950 m). Diese verkehrt zwischen dem Gipfel und der Talstation (2588 m) am so genannten Zugspitzplatt. Bis zu 1000 Personen können pro Stunde und Richtung befördert werden. Auf der knapp vierminütigen Fahrt passiert sie die Umweltforschungsstation Schneefernerhaus, die sich zwischen Zugspitzgipfel und Zugspitzplatt befindet.
Am Zugspitzplatt befinden sich neben dem Bahnhof der Zahnradbahn zwei weitere Restaurants, ein Igludorf mit Übernachtungsmöglichkeiten sowie Deutschlands höchstgelegene Kirche, die Kapelle Mariä Heimsuchung. 
Im Winter können im Skigebiet auf der Zugspitze mehrere Sessel- und Schlepplifte genutzt werden. Aufgrund der exponierten Lage beginnt der Skibetrieb häufig schon im November und endet oft erst im Mai. Zudem gibt es drei Rodelbahnen, von denen eine das ganze Jahr über geöffnet ist. 
Das Zugspitzplatt ist Ausgangspunkt des GletschErlebniswegs, ein Gemeinschaftsprojekt von Bayerischer Zugspitzbahn, Ludwig-Maximilians-Universität München, Deutschem Wetterdienst, Umweltforschungsstation Schneefernerhaus und Bayerischem Landesamt für Umwelt. Dieser vermittelt anhand von interaktiven Stationen Wissenswertes zu den verschiedenen Elementen und hochalpinen Landschaftsformen auf der Zugspitze.